# Sistem octal
Un sistem octal este un sistem de numerație în bază 8. Utilizează cifrele 0,1,2,3,4,5,6,7 pentru a reprezenta numerele reale. Împărtășește multe proprietăți comune cu sistemul de numerație în bază fixă, printre care posibilitatea de a reprezenta orice număr real într-o modalitate unică și posibilitatea de reprezentare a numerelor raționale și iraționale.